# TRL On the Road Compilation
TRL On the Road Compilation è una raccolta di brani musicali del 2010, pubblicata il 22 giugno di quell'anno con etichetta EMI Music Italy.
La raccolta è composta da due dischi: ognuno dei quali racchiude 12 brani.

## Tracce

### CD1
1. Thirty Seconds to Mars – This Is War (Radio Edit) – 4:00
2. Crookers ft. Fabri Fibra & Dargen D'Amico – Festa festa – 3:14
3. Nina Zilli – L'uomo che amava le donne – 2:42
4. Tokio Hotel – World Behind My Wall – 4:16
5. Sonohra – Good Luck My Friend – 4:12
6. Irene Grandi – La cometa di Halley – 3:53
7. Lost – L'applauso del cielo – 3:57
8. Valerio Scanu – Credi in me – 3:30
9. Noemi – Per tutta la vita – 3:13
10. Broken Heart College – Mesi – 2:53
11. Goldfrapp – Rocket (Radio Edit) – 3:32
12. Nesli – La fine – 3:43

### CD2
1. Stromae – Alors on danse – 3:26
2. Marco Mengoni – Credimi ancora – 3:26
3. Simone Cristicchi – Meno male – 2:57
4. Finley – Il tempo di un minuto – 3:39
5. Alessandra Amoroso – Arrivi tu – 3:40
6. Le Vibrazioni – Senza indugio – 4:00
7. dARI – Più di te – 3:34
8. Jessica Brando – Il colore del cuore – 3:39
9. Emily Osment – All the Way Up – 3:10
10. Tony Maiello – Come gli altri – 2:50
11. Arisa – Malamorenò – 3:03
12. Marco Carta – Quello che dai – 3:21